# Albuquerque (cântec)
„Albuquerque” este ultima melodie a lui „Weird Al” Yankovic de pe albumul Running with Scissors. „Albuquerque” este cea mai lungă melodie de a lui Yankovic cu 11 minute și 23 de secunde.
Cu excepția refrenurilor și a podurilor, piesa este în mare parte o narațiune vorbită despre o persoană din Albuquerque, New Mexico, după ce a câștigat un bilet la clasa întâi către Albuquerque. Yankovic zice că piesa este în stilul „narațiunii rock hard-driving” a artiștilor precum The Rugburns⁠(d), Mojo Nixon⁠(d) și George Thorogood⁠(d).

## Versuri
Într-un videoclip pe canalul GQ, unde Yankovic a vorbit despre melodii populare, Yankovic a zis că a terminat versurile de la muzică și trebuia să facă versurile mai scurte, dar a decis: "Nu! Eu nu o să le fac mai scurte, ci o să fac tot!"
Yankovic a început să scrie melodia lungă, pentru ultima melodie pentru Running with Scissors. Povestea lungă nu a fost de așteptat să fie atât de populară, dar Yankovic a vrut să facă o melodie "care o să deranjeze oameni pentru 12 minute", făcându-l să se simtă ca o „ciudățenie” pentru ascultător la final. Yankovic a descris versurile drept "curgere liberă", scriind multe idei care a crezut că erau amuzante.